# Percy Heath (Drehbuchautor)
Percy Heath (* 30. Januar 1884 in Perry, Missouri; † 9. Februar 1933 in Hollywood, Kalifornien) war ein US-amerikanischer Drehbuchautor und Dramatiker, der im Laufe seiner Karriere zu 50 Filmen einen Beitrag leistete und für einen Oscar nominiert war.

## Leben
Heath begann seine Karriere 1919 mit dem Western Lasca, indem er ein Gedicht von Frank Desprez dem Drehbuch anpasste. Für die romantische Komödie First Love von 1921, in der der spätere Oscarpreisträger Warner Baxter eine der Hauptrollen innehatte, schrieb er das Drehbuch. In der Folgezeit war er bis zu seinem Tod 1933 an vielen weiteren Film-Drehbüchern beteiligt bzw. schrieb oder adaptierte sie.
Das Drehbuch zu Dr. Jekyll und Mr. Hyde schrieb Heath 1931 zusammen mit Samuel Hoffenstein, wofür man beide für einen Oscar nominierte. Die Auszeichnung ging jedoch an Edwin J. Burke und das Filmdrama Bad Girl. Fredric March, der die Hauptrolle des zwiegespaltenen Dr. Jekyll spielte, wurde für seine Leistung mit einem Oscar belohnt. 1941 wurde der Roman von Robert Louis Stevenson unter dem Titel Arzt und Dämon von Victor Fleming mit Spencer Tracy in der Hauptrolle erneut verfilmt, wobei das Drehbuch von Heath und Hoffenstein von 1931 die Grundlage für die Neuverfilmung bildete.

## Filmografie (Auswahl)
- 1919: Lasca
- 1921: First Love
- 1922: The Impossible Mrs. Bellew
- 1923: The Huntress
- 1924: Girls Men Forget
- 1925: Let’s Go Gallagher
- 1926: Forbidden Waters
- 1927: Betty auf der Prinzenjagd (Ritzy)
- 1927: The Sonora Kid
- 1927: Two Flaming Youths
- 1928: Vier Herren suchen Anschluß (Red Hair)
- 1928: Übern Sonntag, lieber Schatz (Three Weekends)
- 1929: The Man I Love
- 1930: The Border Legion
- 1930: Only Saps Work
- 1931: Juwelenraub in Hollywood (The Stolen Jools)
- 1931: Dr. Jekyll und Mr. Hyde (Dr. Jekyll and Mr. Hyde)
- 1932: No One Man
- 1933: From Hell to Heaven
- 1941: Arzt und Dämon (Dr. Jekyll and Mr. Hyde, zurückgehend auf das Drehbuch von 1931)

## Nominierung
- Oscarverleihung 1932: Kategorie „Bestes adaptiertes Drehbuch“  für den Film Dr. Jekyll und Mr. Hyde.